# Богуслав-Домослав
Богуслав або Домослав (бл. 1000—1048) — князь Нітранського князівства у 1042 та 1046—1048 роках.
Був сином Нітранського князя Ладислава Лисого та його дружини Прямислави, доньки Великого князя Київського Володимира Святославича.

## Життєпис
За часів правління князя Ладислава (Володислава) Нітранське князівство та інші території сучасної Словаччини були окуповані польськими військами Болеслава І. Близько 1025—1029 помер князь Володислав Лисий, залишивши малолітнього сина Богуслава-Домослава. Правління удільним князівством у Нітрі здійснюував брат Ладислава князь Вазул.
1031 року, внаслідок нещасного випадку на полюванні помер Емерик, єдиний син короля Стефана I. Оскільки Вазул був найближчим родичем і спадкоємцем короля, Стефан Угорський наказав схопити і осліпити князя Вазула в Нітрі. Його сини Андрій I, Бело І і Левенте, разом зі своїм двоюрідним братом Богуславом-Домославом зуміли втекти до сусідньої Богемії.
1039 році після союзу між Богемським князем Бржетиславом I і угорським королем Петром Орсеолом, сином сестри Стефана І, князь Богуслав-Домослав змушений був залишити Богемію виїхати до Священної Римської імперії. 

1041 року після падіння Петра Орсеоло, та укладення німецько-богемського союзу між королем Генріхом III та князем Бржетиславом проти Самуїла Аби, Богуслав-Домослав взяв участь у поході проти Угорщини.
На початку вересня 1042 німецькі та богемські війська зайняли територію на північ від Дунаю, і Генріх III, за згодою жителів, які відмовилися прийняти Петра Орсеола, погодився віддати ці землі, заселені білими хорватами та іншими слов'янськими племенами Богуславу-Домославу. Однак після відходу німецьких і богемських військ Самуїл Аба вигнав Богуслава-Домослава з цієї території, і йому довелося знову тікати до Богемії.
Богуслав-Домослав повернувся до Нітранського князівства, яка не приєдналося до слов'янського повстання в Угорщині, бл. 1046 р. Він правив тут як Нітранський князь до своєї смерті в 1048 р. Його поховали в монастирі в Печвараді, що був збудований на його пожертви. Після його смерті Нітранським князем став його двоюрідний брат Бело.